# Архангай
Архангай (монг. Архангай аймаг?, ᠠᠷᠤᠬᠠᠩᠭ᠋ᠠᠢ ᠠᠶᠢᠮᠠᠭ?, Архангай в перев. — Северный Хангай) — аймак в Монголии.

## Общие сведения
Архангай был основан в 1931 году. Площадь его составляет 55 314 км². Численность населения — 84 078 человек (на конец 2010 года, оценка). Плотность населения — 1,52 чел./км². В административном отношении делится на 19 сомонов. Аймачный центр — город Цэцэрлэг, построенный на месте буддистского монастыря, основанного в 1586 году. Основой аймачной экономики является скотоводство, в Архангае насчитывается 2,1 млн голов крупного рогатого скота.

## География
Архангай расположен в центральной части Монголии. На севере от него находится Хубсугульский аймак, на востоке — Булганский аймак, на юге — Увэр-Хангайский аймак и Баянхонгор, на западе — Дзабханский аймак. Аймак лежит на северных склонах нагорья Хангай. Здесь берут начало реки Чулуутын-Гол, Суман, Хануйн-Гол, Хунуй-Гол и Тамир-Гол (все — входят в бассейн Селенги). На востоке Архангая течёт Орхон, здесь же лежит озеро Угий-Нуур. На западе аймака — популярный объект туризма озеро Тэрхийн-Цагаан-Нуур.
Среди горных вершин крупнейшими являются Ангархай-Уул (3540 м), Дулаан-Хайрхан-Уул (3266 м), Суврага-Хайрхан (3179 м), Унтаа-Уул, Ямаат-Уул, Ноёнхангай-Уул, Хан-Ундер-Уул, вулкан Хорго-Уул. В районе вулкана Хорго-Уул (лавовый поток которого подпрудил реку Суман и образовал таким образом озеро Тэрхийн-Цагаан-Нуур) находится национальный парк Хорго-Тэрхийн-Цагаан-Нуур.
Климат в Архангае резко континентальный. Зимой температура здесь достигает −30 °C/-38 °C, летом от +25 °C до +36 °C.
В геологическом плане территория аймака в целом была хорошо изучена, но разведочные работы идут и сегодня. Здесь присутствуют запасы угля, кроме того, русло реки Тамир-Гол богато железной рудой, а в русле реки Суман встречаются вулканические породы с включениями из драгоценных камней. В сомоне Эрдэнэмандал археологами обнаружены крупные поселения гуннов.

## Экономика
Основной отраслью экономики аймака является сельское хозяйство, преимущественно животноводство. По данным на 2004 год в аймаке насчитывалось 1 948 000 голов домашних животных: коз, овец, крупного рогатого скота (включая яков и хайнагов), лошадей и верблюдов. Верблюдов пасут почти исключительно в юго-восточных сомонах.
В 2018 году аймак внес 1,34% от общего национального ВВП Монголии.

## Административное деление
| №  | Сомон         | Монгольское название | Население (2005) | Население (2008) | Население (2009) | Население административного центра |
| -- | ------------- | -------------------- | ---------------- | ---------------- | ---------------- | ---------------------------------- |
| 1  | Батцэнгэл     | Батцэнгэл            | 3 818            | 3 855            | 3 846            | 1 096                              |
| 2  | Булган        | Булган               | 2 285            | 2 361            | 2 434            | 961                                |
| 3  | Чулуут        | Чулуут               | 3 943            | 3 749            | 3 744            | 935                                |
| 4  | Эрдэнэбулган* | Эрдэнэбулган         | 17 790           | 18 022           | 17 770           | 17 770                             |
| 5  | Эрдэнэмандал  | Эрдэнэмандал         | 6 099            | 5 843            | 5 933            | 1 091                              |
| 6  | Ихтамир       | Ихтамир              | 5 714            | 5 154            | 5 247            | 1 050                              |
| 7  | Жаргалант     | Жаргалант            | 4 089            | 4 114            | 4 111            | 1 035                              |
| 8  | Хайрхан       | Хайрхан              | 3 756            | 3 558            | 3 656            | 739                                |
| 9  | Хангай        | Хангай               | 3 054            | 2 805            | 2 926            | 795                                |
| 10 | Хашаат        | Хашаат               | 3 594            | 3 305            | 3 344            | 802                                |
| 11 | Хотонт        | Хотонт               | 4 763            | 4 809            | 4 440            | 774                                |
| 12 | Угийнуур      | Өгийнуур             | 3 015            | 3 041            | 3 086            | 622                                |
| 13 | Улзийт        | Өлзийт               | 3 154            | 3 037            | 3 102            | 829                                |
| 14 | Ундер-Улаан   | Өндөр-Улаан          | 5 873            | 5 729            | 5 798            | 1 097                              |
| 15 | Тариат        | Тариат               | 5 082            | 5 022            | 5 086            | 644                                |
| 16 | Тувшруулэх    | Түвшрүүлэх           | 3 489            | 3 410            | 3 438            | 1 869                              |
| 17 | Цахир         | Цахир                | 2 058            | 2 126            | 2 143            | 438                                |
| 18 | Цэнхэр        | Цэнхэр               | 5 480            | 5 387            | 5 414            | 997                                |
| 19 | Цэцэрлэг*     | Цэцэрлэг             | 2 058            | 3 955            | 3 813            | 848                                |

* — город Цэцэрлэг (административный центр Архангая) вместе с сельскими окрестностями образует сомон Эрдэнэбулган.